# Фриде, Александр Яковлевич
Александр Яковлевич Фриде (1823—1894) — русский военный и общественный деятель. Генерал от артиллерии (1890).

## Биография
Родился 30 июля (11 августа) 1823 года. Происходил из дворян Московской губернии. Имел братьев, которые стали генерал-лейтенантами:  Алексей; Василий.
В службу вступил в 1841 году. В 1845 году после окончания 1-го Московского кадетского корпуса, произведён в подпоручики. В 1847 году был произведён в поручики, в 1849 году в штабс-капитаны. Участвовал в Венгерском походе.
В 1851 году был произведён в капитаны. Во время Крымской войны, в 1854 году произведён в подполковники с назначением командиром 9-й лёгкой конной  батареи. Состоял в севастопольском гарнизоне с 19 по 27 декабря 1854 года и с 7 марта по 26 апреля 1855 года. В 1856 году — штаб-офицер для особых поручений при начальнике артиллерии Южной армии и войск в Крыму, командир 12-й лёгкой конной батареи.
С 1858 года — начальник офицерских классов Михайловской артиллерийской академии; в 1861 году произведён в полковники.
С 1864 года — командир батареи Михайловского артиллерийского училища. С 1866 года вице-директор Главного артиллерийского управления, а после производства в 1867 году в генерал-майоры был назначен помощником начальника управления.
В 1876 году произведён в генерал-лейтенанты. С 1881 года был начальником артиллерии Кавказского военного округа. С 1886 года — командир 9-го армейского корпуса. С 1889 года — комендант Варшавской крепости.
В 1890 году был произведён в генералы от артиллерии. С 1891 года состоял помощником войсками Варшавского военного округа; 29 сентября 1893 года назначен членом Александровского комитета о раненых.
Умер 17 февраля 1894 года[по какому календарю?] в Ницце. Похоронен на кладбище Шато.

## Награды
Российские:
- Орден Св. Анны 3-й степени с бантом (1854)
- Орден Св. Станислава 2-й степени (1857)
- Орден Св. Владимира 4-й степени (1865) — за 25 лет беспорочной службы
- Орден Св. Анны 2-й степени (1865)
- Орден Св. Владимира 3-й степени (1869)
- Орден Св. Станислава 1-й степени (1871)
- Орден Св. Анны 1-й степени (1873)
- Орден Св. Владимира 2-й степени (1881)
- Орден Белого орла (1883)
- Орден Св. Александра Невского (1887; бриллиантовые знаки к ордену в 1891)

Иностранные:
- Австрийский орден Железной короны 3-й ст. (1850)
- Черногорский орден Князя Даниила I 1-й ст. (1878)

## Семья
Был женат на Антонине Александровне Базиной. У них было четверо детей (в их числе, родившийся 3 апреля 1872 года сын Владимир).